# Andrena panurgimorpha
Andrena panurgimorpha is een vliesvleugelig insect uit de familie Andrenidae. De wetenschappelijke naam van de soort is voor het eerst geldig gepubliceerd in 1957 door Mavromoustakis.